# Greater Nile Petroleum Oil Company Tower

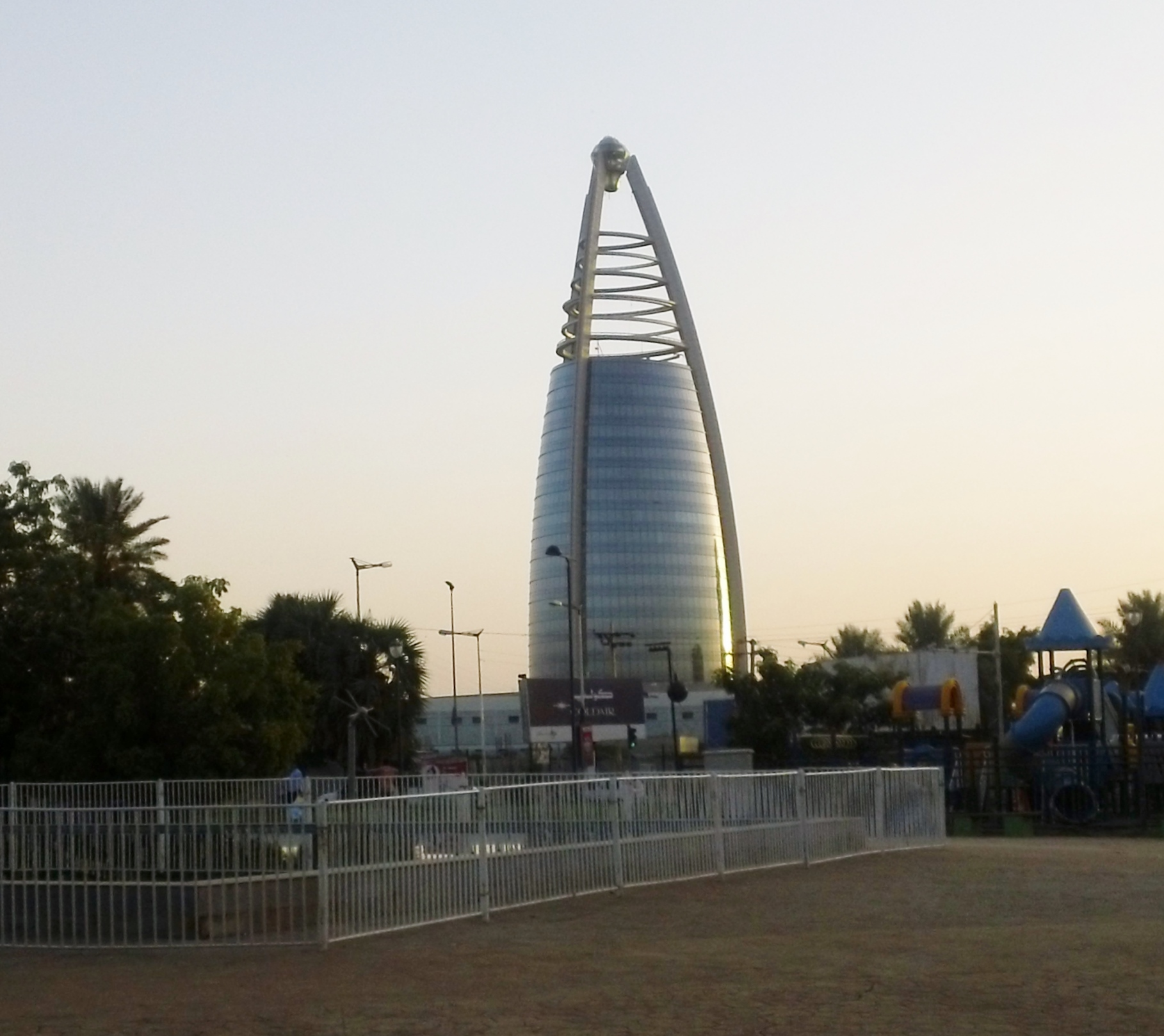
Der GNPOC-Turm vom AL Taif Park aus gesehen im Jahr 2015

Der Greater Nile Petroleum Oil Company Tower, auch bekannt als GNPOC Headquarters, war ein Hochhaus in Khartum, Sudan. Der Bau des 65,72 m hohen, 18-stöckigen Gebäudes wurde 2010 abgeschlossen. Das Gebäude beherbergte den Hauptsitz der Greater Nile Petroleum Operating Company und wurde von KEO International Consultants entworfen. Am 17. September 2023 wurde das Gebäude während des Sudankrieges 2023 durch einen Brand schwer beschädigt.